# NGC 1854
NGC 1854 је збијено звјездано јато у сазвежђу Златна риба које се налази на NGC листи објеката дубоког неба.
Деклинација објекта је - 68° 50' 51" а ректасцензија 5h 9m 20,0s. Привидна величина (магнитуда) објекта NGC 1854 износи 10,4 а фотографска магнитуда 10,2. NGC 1854 је још познат и под ознакама NGC 1855, ESO 56-SC72, in LM, core of GCL.